# Pandivirilia melampodia
Pandivirilia melampodia är en tvåvingeart som först beskrevs av Friedrich Hermann Loew 1869.  Pandivirilia melampodia ingår i släktet Pandivirilia och familjen stilettflugor. Inga underarter finns listade i Catalogue of Life.